# 安娜·基森霍佛
安娜·基森霍佛（德語：Anna Kiesenhofer，1991年2月14日—），是奧地利自由車運動員及数学家，目前於洛桑聯邦理工學院擔任博士後研究員與講師。2021年，她代表奧地利參加了2020年夏季奧林匹克運動會，並且在女子公路賽上獲得金牌。而這也是奧地利自2004年以來的首枚夏季奧運金牌，也是自1896年以來第一面自由車金牌。

## 學術生涯
基森霍费尔在維也納工業大學學習數學（2008年-2011年），並在劍橋大學（2011年-2012年）完成碩士學位。2016年，她憑藉關於b-辛流形上可積系統的論文，修得加泰隆尼亞理工大學博士學位。基森霍费尔目前是洛桑聯邦理工學院的博士後研究員，並且參與一個研究小組，研究數學物理中出現的非線性偏微分方程式。

## 自由車生涯
基森霍费尔在2011年至2013年期間，參加了鐵人三項和鐵人兩項。在負傷後，她不得不限制跑步運動，因此從2014年開始專注於自由車運動。她加入了加泰隆尼亞的Frigoríficos Costa Brava-Naturalium車隊。2015年，基森霍费尔開始參加比賽，包括在旺圖山結束的紐約長距離公路賽，而她也贏得了賽事。基森霍费尔也參加了環法自行車賽，但她在第一階段摔倒，並未能恢復，經過幾個艱難的階段後決定退出。
2021年7月，作為代表奧地利參加2020年東京奧運137公里女子公路賽的唯一選手，她在比賽中以領先安妮米克·范弗勒滕75秒的成績衝過終點線，獲得金牌。基森霍费尔在沒有教練或專業團隊的情況下為這項賽事訓練，並且不被視為贏得獎牌的競爭者。在賽事中，基森霍费尔從一開始就發起了突圍，其他四名參賽者也加入突圍行列。距離比賽結束86公里，領先集團由基森霍费尔、奧默·沙皮拉和安娜·珀莉絲塔組成，在追逐中形成明顯的10分鐘優勢主車群。基森霍费尔在攀登籠坂峠時，獨自在最後41公里處脫離，拋下沙皮拉和珀莉絲塔，使他們被主車群追上。車隊中的許多人，包括范弗勒滕在內，在比賽結束時並不知道基森霍费尔在她們前面。安娜·基森霍费尔說她“不敢相信”她贏了，“直到最後一公尺”；她很高興能取得前25名的成績。CNN稱基森霍佛是“奧運史上最令人驚奇的事件之一”。

## 主要成績
2016年
阿爾代什國際自行車女子自行車賽第二名
第三階段第一名
奧地利錦標賽計時賽第二名
2019年
奧地利錦標賽
計時賽第一名
公路賽第一名
盧比安納當姆薩尼–盧比安納計時賽第五名
歐洲公路自由車錦標賽計時賽第五名
國家時光第八名
2020年
奧地利錦標賽計時賽第一名
阿爾代什國際自行車女子自行車賽第三名
2021年
夏季奧林匹克運動會公路賽金牌
奧地利錦標賽計時賽第一名